# Begonia bulbillifera
Espèce
Synonymes
- Begonia bulbifera Lodd. ex Otto & Dietr.[1]
- Begonia tuberosa Pav. ex A.DC.[1]
- Knesebeckia bulbifera (Link & Otto) Klotzsch[1]

Begonia bulbillifera est une espèce de plantes de la famille des Begoniaceae. Ce bégonia est originaire du Mexique. L'espèce fait partie de la section Quadriperigonia. Elle a été décrite en 1831 par Heinrich Friedrich Link (1767-1851) et Christoph Friedrich Otto (1783-1856). L'épithète spécifique bulbillifera signifie « qui porte des bulbes ».

## Répartition géographique
Cette espèce est originaire du pays suivant : Mexique.